# Gigabyte GSmart G1342
Gigabyte GSmart G1342 (кодова назва Houston) — смартфон, що розроблений компанією Gigabyte Communications та випущений 2012 року. Компанія позиціонує його як бюджетний смартфон.

## Відео
1. GSmart G1342 обзор/review
2. Обзор Gigabyte GSmart G1342 [Архівовано 27 вересня 2016 у Wayback Machine.]